# Hemiciclo de la Rotonda
El Hemiciclo de la Rotonda (también conocido como Monumento a la Entrevista de Guayaquil o Monumento a Bolívar y San Martín), es un monumento que simboliza la alianza de Simón Bolivar y José de San Martín. De la ciudad de Guayaquil, Ecuador. Está ubicado en el Malecón 2000, a orillas del río Guayas, específicamente en la intersección de las avenidas Nueve de Octubre y Malecón Simón Bolívar en el centro urbano de la ciudad. La Rotonda fue inaugurada en 1938.
El monumento fue creado para conmemorar la célebre "Entrevista de Guayaquil", acontecimiento en el cual los libertadores Simón Bolívar (en representación de la Gran Colombia) y José de San Martín (por el Perú) tuvieron un encuentro en la ciudad el 26 de julio de 1822, con el objetivo de decidir el futuro de la Provincia Libre de Guayaquil y de la independencia sudamericana.

## Historia de la Rotonda
El H. Congreso Nacional de la República de 1913, con motivo de cumplirse el centenario de la reunión sostenida entre los libertadores Simón Bolívar y José de San Martín el 26 de julio de 1822, dio paso a un proyecto para construir un monumento memorial a la Entrevista de Guayaquil. En vista de lo ocurrido, la Municipalidad de Guayaquil le encargó la coordinación de los trabajos a la Sociedad Bolivariana, para lo cual se le hizo entrega de un aporte de diez mil sucres.
En 1927 se dio a conocer presupuesto final para concluir la obra, la cual estaba constituida por un semicírculo de mármol que funcionaría como marco del monumento, y su labor sería dirigida por la Sociedad Constructora Nacional Fénix y se terminó en 1929. Luego se colocó la primera piedra del basamento donde se sustentaría la escultura.
En 1935, el Consejo municipal adjudicó la obra al escultor español José Antonio Homs, a quien se le había encargado en años anteriores las esculturas del pórtico norte del Parque Centenario de Guayaquil. La concepción general del proyecto arquitectónico fue otorgado al escultor Juan Rovira.
La sesión de noviembre de 1936 del Cabildo, en el cual presidía el alcalde de Guayaquil Patricio Luis Vernaza, dejó constancia que si bien los bocetos para el monumento era de mérito, pero muy inferiores al proyecto, se recomendó remitir al escultor Homs las fotografías del proyecto para que, debidamente estudiado, remita otro boceto del monumento que satisfaga de mejor manera. Homs acogió la sugerencia, para lo cual remitió el material solicitado desde la ciudad de Barcelona, España.
En febrero de 1937 la Comisión de Obras Públicas de la municipalidad presentó un informe al pleno donde expresaba su opinión de que la corporación podía aceptar uno de los bocetos del artista. A partir de aquello, se comenzó el trabajo de las estatuas las cuales fueron modeladas y vaciadas en Barcelona, mientras tanto, los altorrelieves de las placas fueron fundidos en el taller Beneduce y Marinelli de la ciudad de Florencia, Italia.

## Galería

Mapa de ubicación del monumento en el centro urbano de Guayaquil.

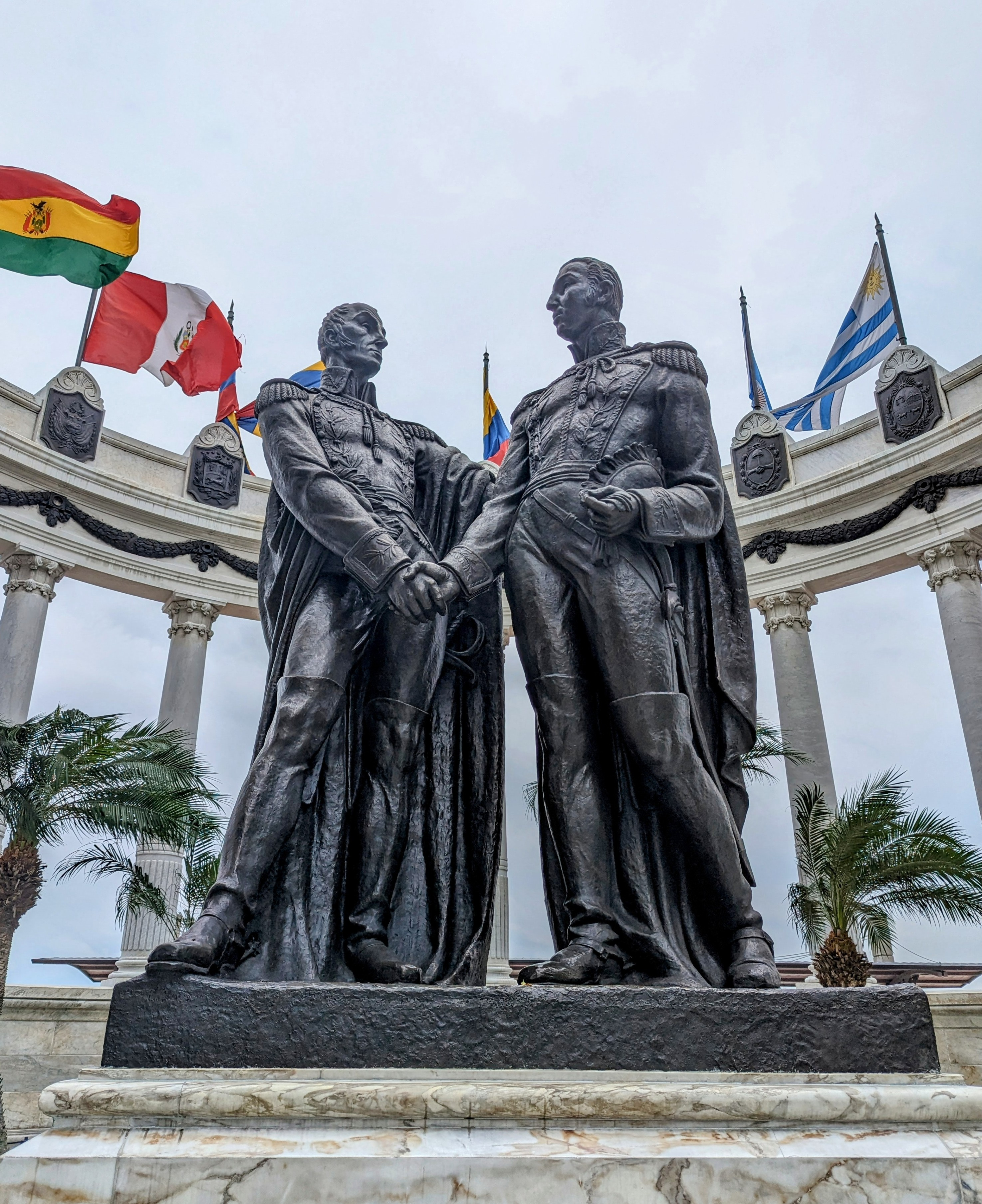
Detalle del Hemiciclo de la Rotonda
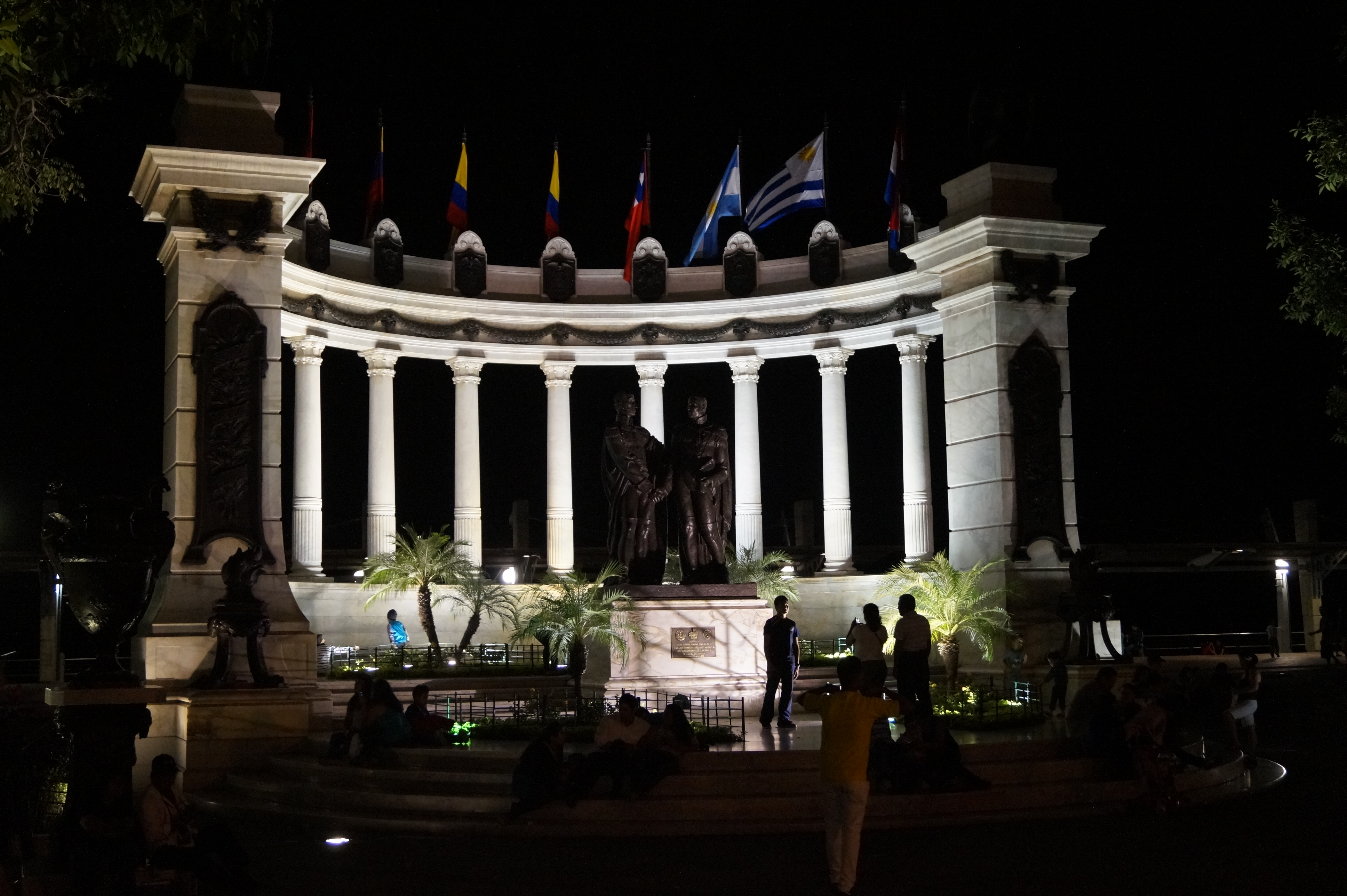
Vista nocturna del Hemiciclo de la Rotonda